# Apertura und Clausura
In einigen Ländern Lateinamerikas wird die üblicherweise ein Jahr dauernde Fußballmeisterschaft in zwei eigenständige halbjährige Wettbewerbe unterteilt: Apertura (spanisch: Eröffnung, also Auftaktrunde oder Hinrunde) und Clausura (spanisch: Schließung, also Abschlussrunde oder Rückrunde), für die oft ein eigener Meistertitel vergeben wird. Ein Grund für dieses Vorgehen ist unter anderem, dass viele amerikanische Mannschaften aufgrund der europäischen Transferperioden im Sommer und Winter (in denen viele Spieler nach Europa abwandern) nicht in der Lage sind, das ganze Jahr mit demselben Kader durchzuspielen.

## Bezeichnung
In Kolumbien wird statt Clausura üblicherweise das Wort Finalización verwendet. Oft werden dort auch die römischen Ziffern I und II zur Unterscheidung der Halbserienturniere verwendet. Im französischsprachigen Haiti werden die Bewerbe Ouverture und Clôture genannt.
Apertura im ersten Halbjahr bzw. Clausura im zweiten Halbjahr werden in Ecuador, Honduras, Kolumbien, Paraguay, und El Salvador gespielt. Apertura in der zweiten Jahreshälfte und Clausura in der ersten Hälfte des Folgejahres wird in Bolivien, Costa Rica, Mexiko, Panama und Venezuela gespielt. 
In Uruguay wurde bis einschließlich der Saison 2004/05 nach dem erstgenannten Modell gespielt, seitdem finden nach einer verkürzten Zwischensaison 2005 seit der Saison 2005/06 am Saisonende Meisterschaftsspiele zwischen den Siegern der nach europäischen Zeitplänen ausgetragenen Hin- und Rückrunde statt. Es gibt daher in Uruguay jährlich nur noch einen Meister. 
Auch in Argentinien wurden Meisterschaften im Apertura-Clausura-Modus zwischen 1991 und 2012 gespielt. In den Saisons 2013 und 2014 wurden Hin- und Rückrundenmeisterschaften gespielt. Seit 2014 werden wieder einjährige Meisterschaftssaisons gespielt. Auch die Meisterschaft Chiles wurde 1997 und von 2008 bis 2012 mit der Apertura in der ersten Jahreshälfte gespielt. Nach einer Übergangssaison 2013 wurde die Ausspielung der Apertura in die zweite Jahreshälfte bzw. der Clausura in die erste Jahreshälfte des Folgejahres gewechselt. Nach der Transitionssaison 2017 wurde wieder auf die einjährige Meisterschaft zurückgewechselt.

## Historisches „Campeonato de Apertura“ in Chile
Von 1933 bis 1950 wurde in Chile das Campeonato de Apertura mit wechselndem Austragungsmodus als Vorsaisonturnier ausgetragen. Es wird oft als Vorgängerwettbewerb des chilenischen Pokalwettbewerbs, der Copa Chile angesehen. Es sollte nicht mit dem Torneo de Apertura (der bis 2017 ausgetragenen chilenischen Fußballmeisterschaft) verwechselt werden.

## Außerhalb Lateinamerikas
In der japanischen J. League wurde von 1993 bis 2005 ein ähnliches System angewandt. Hin- und Rückrunde wurden getrennt gewertet, am Ende der Rückrunde ermittelten dann die Sieger der beiden Runden in einer Finalbegegnung den Meister. Gewann eine Mannschaft beide Runden, entfiel dieses Finale.